# Ivan Gorojankine
Ivan Nikolaïevitch Gorojankine (Иван Николаевич Горожанкин), né le 16 (28) août 1848 à Voronej et mort le 7 (20) novembre 1904 à Moscou, est un botaniste russe qui s'intéressa particulièrement à l'algue verte et aux gymnospermes. Il est le fondateur de l'école moscovite de morphologie botanique.

## Biographie
Gorojankine étudie d'abord au lycée de Voronej de 1858 à 1865, puis entre à la faculté de droit de l'université de Moscou avant de se diriger en 1867 vers les sciences naturelles. Il termine ses études en 1871 avec une thèse sur la famille des Tropaeolaceae et sa place dans le système grâce à laquelle il est nommé doctorant pour deux ans. Il enseigne à partir de 1875 la botanique aux premières années de la faculté de médecine et compte Tchékhov parmi ses élèves en 1879. Il dirige la chaire de botanique de l'université et il est nommé professeur en 1881. Ses collections sont conservées dans l'herbier de l'université de Moscou.
Il compte parmi ses élèves Vladimir Arnoldi, Vladimir Palladine, Mikhaïl Golenkine, Semion Rostovtsev, Boris Fedtchenko et d'autres.
Il est directeur du jardin botanique de la faculté de biologie de l'université de Moscou de 1875 à 1902. Il fait construire de nouveaux bâtiments avec des laboratoires, ce qui lui permet de mener des expériences et d'enseigner toute l'année. Les collections de l'herbier sont transférées dans un nouveau bâtiment en 1883. Il fait construire une serre de palmeraie en 1891. Ses fonctions lui donnent la responsabilité de l'herbier de l'université et à partir de 1877 de celui de la Société impériale des naturalistes de Moscou. Il en publie des catalogues.
Gorojankine était le beau-père de Vladimir Arnoldi (1871-1924) et le grand-père de l'entomologiste Constantin Arnoldi (1901-1982). Il est enterré au cimetière Piatnitskoïe de Moscou.

## Travaux
Gorojankine est le fondateur au sein de la botanique russe de l'embryologie végétale. Il s'intéresse particulièrement à l'algue verte et aux gymnospermes, puis se spécialise en morphologie botanique. Il observe des similitudes entre les zoospores de l'algue Pandorina (qui possède huit à seize cellules de forme ronde) avec les gamètes mâles de l'algue Eudorina elegans (qui possède de seize à trente-deux cellules). Il décrit le premier la reproduction sexuelle de l'algue monocellulaire Chlamydomonas braunii dans l'un de ses derniers travaux L'Étude de la morphologie et de la systématique des chlamydomons (К исследованию морфологии и систематики хламидомонад, 1891) dont le dernier chapitre est posthume et qui paraît en 1905.
Il décrit ainsi le passage de l'isogamie vers l'anisogamie et l'oogamie et démontre que ces trois types de gamètes peuvent être rangés dans un genre biologique.

## Sources
- Ressources relatives à la recherche :   - Harvard University Herbaria & Libraries
  - International Plant Names Index
- Notices d'autorité :   - VIAF
  - NUKAT
  - Tchéquie

- (ru) Cet article est partiellement ou en totalité issu de l’article de Wikipédia en russe intitulé « Горожанкин, Иван Николаевич » (voir la liste des auteurs).

Gorozh. est l’abréviation botanique standard de Ivan Gorojankine.
Consulter la liste des abréviations d'auteur en botanique ou la liste des plantes assignées à cet auteur par l'IPNI, la liste des champignons assignés par MycoBank, la liste des algues assignées par l'AlgaeBase et la liste des fossiles assignés à cet auteur par l'IFPNI.